# سيلابان راما ناطان
سيلابان رامانتان (3 يوليو 1924 – 22 أغسطس 2016)، يُشار إليه عادةً إس. آر. ناتان، سياسي سنغافوري، تولى منصب رئيس سنغافورة السادس والقائد العام للقوات المسلحة السنغافورية، امتدت ولايته الرئاسية 12 عامًا من 1 سبتمبر 1999 إلى 31 أغسطس 2011. كان صاحب أطول فترة رئاسية في جمهورية سنغافورة.
انتُخب ناتان بالتزكية في الانتخابات الرئاسية السنغافورية لعامي 1999 و2005 إذ لم تُصدَر شهادة أهلية لأي مرشح رئاسي حين تنحى الرئيس السابق أونغ تنغ تشيونغ عن المنصب. في عام 2009، تجاوز بينجامين شيرز بأطول ولاية رئاسية. أُفيد أنه بصدد إعادة الترشح، لكنه أعلن في 2 يوليو 2011 عدم ترشحه للانتخابات مجددًا.

## فترته الرئاسية
خلال الانتخابات الرئاسية لعام 1999، بعد اتضاح عدم الأهلية الدستورية لمرشحين محتملين آخرين، انتُخب ناتان دون منافسة رئيسًا وقائدًا عامًا للقوات المسلحة في 18 أغسطس 1999. دُعم ترشيحه من قِبل كبير الوزراء لي كوان يو والرئيس السابق وي كيم وي. خلف ناتان رئيس سنغافورة الخامس، أونغ تنغ تشيونغ، وأدى اليمين الدستورية في 1 سبتمبر 1999.
أطلق ناتان التحدي الرئاسي السنوي وهو عبارة عن مبادرة خيرية لجمع التبرعات، في عام 2000. استمرت في عام 2012 من قِبل خليفته، الرئيس توني تان كنغ يام، وبحلول عام 2016 جمعت هذه الحركة نحو 160 مليون دولار سنغافوري.
في الانتخابات الرئاسية لعام 2005، أعلنت هيئة الانتخابات الرئاسية ناتان المرشح المؤهل الوحيد في 13 أغسطس، برفضها طلبات ترشيح ثلاثة آخرين بناءً على معايير دستورية. هكذا، انتُخب ناتان لولاية ثانية دون معارضة في 17 أغسطس 2005. أدى اليمين الدستورية لولاية ثانية في 1 سبتمبر 2005، وحتى عام 2016، يكون الشخص الوحيد الذي خدم لولايتين رئاسيتين.
في 21 يناير 2009، وافق ناتان من ناحية المبدأ على طلب الحكومة بسحب 4.9 مليار دولار من الاحتياطات المالية السابقة للبلاد لتمويل حزمة التعافي الحكومية المؤلفة من مخططين يهدفان إلى حفظ الوظائف والأعمال أثناء الانتكاسة المالية: مخطط الائتمانات الوظيفية، الذي قدم مساعدة مالية لأصحاب الأعمال من أجل دفع رواتب الموظفين؛ والمبادرة الخاصة لاقتسام المخاطر، التي ساعدت شركات متوسطة بالحصول على الائتمان. كانت هذه أول مرة تُمارس فيها الصلاحيات التقديرية للرئيس من أجل هذا الغرض. أُعلنت الموافقة الرسمية للرئيس من أجل السحب في تبليغين يرجع تاريخهما إلى 13 مارس 2009.

## تقاعده

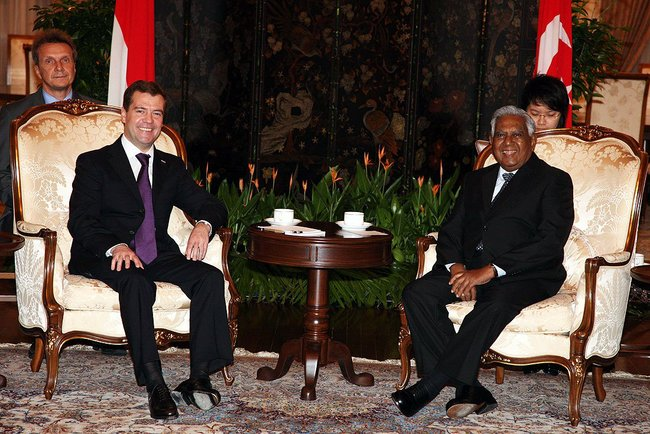
ديمتري ميدفيديف مع سيلابان راما ناطان - 2009

في 1 يوليو 2011، أعلن ناتان أنه لن يترشح لولاية رئاسية ثالثة. ذكر سنّه سببًا من الأسباب، إذ اعتقد أنه غير قادر على تحمل المسؤوليات الثقيلة والمتطلبات الجسدية لمنصب رئيس الدولة في سن السابعة والثمانين. ترك المنصب في 1 سبتمبر من تلك السنة وخلفه توني تان. بعدها بأسابيع، في 19 سبتمبر نُشر كتابه رحلة غير متوقعة: الطريق إلى الرئاسة من قِبل رئيس الوزراء لي هسين لونغ. في نفس الوقت، افتُتح صندوق إس. آر. ناتان للنهوض التعليمي من أجل تقديم منح دراسية وبحثية وأشكال أخرى من المساعدات المالية إلى الطلاب المحتاجين من معهد التعليم التقني ومعاهد الفنون التطبيقية والجامعات.
بصفته رئيسًا، كان ناتان راعيًا لجامعة سنغافورة للعلوم الإدارية من 2000 إلى 2011، وبعد إكمال ولايته أصبح زميل فائق أقدم لكلية العلوم الاجتماعية في جامعة سنغافورة للعلوم الإدارية. بالإضافة إلى ذلك، كان راعي جامعة سنغافورة للعلوم الاجتماعية من 2006 إلى 2011. تولى منصب مشابه في معهد الدراسات الجنوب شرق آسيوية. كان أيضًا أول راعي للمنظمة المشتركة بين الأديان من عام 2012 حتى وفاته.

## روابط خارجية
- سيلابان راما ناطان على موقع مونزينجر (الألمانية)
- سيلابان راما ناطان على موقع إن إن دي بي (الإنجليزية)
- سيلابان راما ناطان على موقع أوليمبيديا (الإنجليزية)